# Judith Tarr
Judith Tarr (ur. 30 stycznia 1955 w Auguście w stanie Maine) – amerykańska pisarka, autorka literatury fantasy i naukowofantastycznej.
Ukończyła studia licencjackie i magisterskie w Kolegium Newnham (część Uniwersytetu w Cambridge; 1978 i 1983) oraz magisterskie na Uniwersytecie Yale (1979, 1983). W 1988 obroniła doktorat. Była  nauczycielem akademickim. Otrzymała wyróżnienia literackie: Nagrodę Crawforda (1987) i, przyznawaną przez Mount Holyoke College, Nagrodę Mary Lyon (1989).
Mieszka w Vail w Arizonie.

## Powieści
Seria Hound and the Falcon
1. The Isle of Glass (1985)
2. The Golden Horn (1985)
3. The Hounds of God (1986)

Seria Avaryan Rising
1. The Hall of the Mountain King (1986)
2. The Lady of Han-Gilen (1987)
3. A Fall of Princes (1988)
4. Arrows of the Sun (1993)
5. Spear of Heaven (1994)
6. Tides of Darkness (2002)

Seria Alamut
1. Alamut (1989)
2. The Dagger and the Cross (1991)

- A Wind in Cairo (1989)
- Ars Magica (1989)
- Blood Feuds (1992; wraz z trojgiem innych autorów)
- Lord of the Two Lands (1993; wyd. pol. 1996 Pan Górnego i Dolnego Egiptu)
- His Majesty's Elephant (1993)
- Blood Vengeance (1994; wraz z trojgiem innych autorów)
- Throne of Isis (1994; wydanie polskie 2004 Tron Izydy)
- The Eagle's Daughter (1995)
- Pillar of Fire (1995)
- King and Goddess (1996)
- Queen of Swords (1997)

Seria Epona
1. White Mare's Daughter (1998)
2. The Shepherd Kings (1999)
3. Lady of Horses (2000)
4. Daughter of Lir (2001)

- Household Gods (1999) (wraz z Harrym Turtledovem)
- Kingdom of the Grail (2000)
- Pride of Kings (2001)

Seria Devil's Bargain
1. The Devil's Bargain (2002)
2. House of War (2003)

Seria William the Conquerer
1. Rite of Conquest (2004)
2. King's Blood (2005)

Seria Alexander the Great
1. Queen of the Amazons (2004)
2. Bring Down the Sun (2008)

- The Mountain's Call (2004)
- Song of Unmaking (2005)
- Shattered Dance (2006)
- House of the Star (2010)

Seria War of the Rose (pod pseudonimem Kathleen Bryan)
1. The Serpent and the Rose (2007)
2. The Golden Rose (2008)
3. The Last Paladin (2009)

- Living in Threes (2012)
- Forgotten Suns (2015)

Seria Horses of the Moon
1. Dragons in the Earth (2017)

## Zbiór opowiadań
- Nine White Horses (2014)

## Opowiadania  i nowele
- Defender of the Faith (1985)
- Pièce de Résistance (1986)
- Kehailan (1988)
- Falcon Law (1989 – wydanie polskie w antologii Czworo ze Świata Czarownic: 1994 Sokole prawo)
- Al-Ghazalah (1989)
- Roncesvalles (1990)
- Voice in the Desert (1990)
- Classical Horses (1991)
- Parity (1991)
- Death and the Lady (1992 – wydanie polskie w antologii W hołdzie królowi 1999 Śmierć i dama)
- Persepolis (1992)
- Signs and Stones (1992)
- I Sing of a Maiden (1992)
- Holiday Station (1993)
- Queen of Asia (1993)
- Revenants (1993)
- Mending Souls (1994)
- Elvis Invictus (1994)
- Cowards Die: A Tragicomedy in Several Fits (1994)
- Dame à La Licorne (1995)
- In the Name of the King (1995)
- Silver, Stone, and Steel (1995)
- Sitting Shiva (1995)
- Dealing in Futures (1995)
- Remedia Amoris (1995)
- The Grail of Heart's Desire (1996)
- Finding the Grail (2001)
- Devil's Bargain (2002)
- East of the Sun, West of Acousticville (2003)
- The Hermit and the Sidhe (2004)
- The Gods of Chariots (2004)
- Measureless to Man (2005)
- Penthesilia (2005)
- The Sisters of Perpetual Adoration (2009)
- To Ride Beyond the Wide World's End (pod pseudonimem; Caitlin Brennan 2011)
- Made of Cats (2011)
- The Woman Who Fell in Love with the Horned King (2012)
- Answer Man (2012; wraz z Anatoly'm Belilovsky'm – pod pseudonimem A. J. Barr)
- Long Time Coming Home (2012; wraz z Anatoly'm Belilovsky'm – pod pseudonimem A. J. Barr)
- The Cold Blue Light (2014)
- Fool's Errand (2015)
- Attrition (2016)
- Tax Season (2017)

## Literatura faktu
- Writing Horses (2010)